# Hofanlage Höfeweg 49
Die Hofanlage Höfeweg 49 im niedersächsischen Elsfleth-Butteldorf im Landkreis Wesermarsch stammt aus dem  18. Jahrhundert.

Aktuell (2023) wird sie als Wohnhaus und evtl. gewerblich genutzt.
Die Gebäude stehen unter Denkmalschutz (siehe auch Liste der Baudenkmale in Butteldorf).

## Beschreibung und Geschichte
Die Marschhufensiedlung Moorriem mit der südwestlichen Bauerschaft Butteldorf erstreckt sich über etwa 16 Kilometer, wurde nach 1062 gegründet und erhielt im 14. Jahrhundert die heutige Struktur mit den schmalen, oft extrem langgestreckten Parzellen. Im Abstand von ca. 50 bis 100 Metern liegen zahlreiche Hofstellen auf Wurten.
Die Hofanlage auf einer baumbestandenen Wurt besteht aus:
- dem eingeschossigen giebelständigen Wohn- und Wirtschaftsgebäude aus der ersten Hälfte des 18. Jahrhunderts als Zweiständer-Hallenhaus in Fachwerk mit Steinausfachungen, am Wirtschaftsgiebel auf profilierten Knaggen vorkragendem reetgedeckten Krüppelwalmdach, Niedersachsengiebeln mit Uhlenloch, der Grooten Door mit geradem Abschluss; der Wohnteil wurde in Backstein erneuert,[2]
- der giebelständigen sanierungsbedürftigen Scheune aus der ersten Hälfte des 19. Jhs. in Ankerbalkenkonstruktion und Fachwerk mit Steinausfachungen und Flechtwerk, teils verbohlt, mit Walmdach und Querdurchfahrt sowie angebauter Kübbung an der Schmalseite mit Pultdach[3]
- sowie weiteren nicht denkmalgeschützten Nebenanlagen.

Das Landesdenkmalamt befand: „… geschichtliche und städtebaulichen Bedeutung. … Die Hofstellen Höfeweg 43–51 zeigen beispielhaft die Siedlungsstruktur und -geschichte von Moorriem. …“